# Gnorismoneura
Gnorismoneura là một chi bướm đêm thuộc phân họ Tortricinae của họ Tortricidae.

## Các loài
- Gnorismoneura cylindrata Wang Li & Wang, 2004
- Gnorismoneura exulis Issiki & Stringer, 1932
- Gnorismoneura grandiprocessa Wang Li & Wang, 2004
- Gnorismoneura hoshinoi (Kawabe, 1964)
- Gnorismoneura mesoloba (Meyrick in Caradja & Meyrick, 1937)
- Gnorismoneura mesotoma (Yasuda, 1975)
- Gnorismoneura micronca (Meyrick, 1937)
- Gnorismoneura orientis (Filipjev, 1962)
- Gnorismoneura prochyta (Meyrick, 1908)
- Gnorismoneura quadrativalvata Wang Li & Wang, 2004
- Gnorismoneura serrata Wang Li & Wang, 2004
- Gnorismoneura stereomorpha (Meyrick, in Caradja, 1931)
- Gnorismoneura taeniodesma (Meyrick, 1934)
- Gnorismoneura tragoditis (Meyrick, in Caradja & Meyrick, 1935)
- Gnorismoneura vallifica (Meyrick, in Caradja & Meyrick, 1935)
- Gnorismoneura zetessima Razowski, 1977
- Gnorismoneura zyzzogeton Razowski, 1977